# Pterolophia uhelensis
Pterolophia uhelensis là một loài bọ cánh cứng trong họ Cerambycidae.